# Claro Pellosis
Claro Alpe Pellosis (ur. 28 listopada 1934 w Minabalac w prowincji Camarines Sur, zm. 21 lipca 2019 w Manili) – filipiński lekkoatleta, sprinter, dwukrotny olimpijczyk.
Odpadł w eliminacjach biegu na 400 metrów na igrzyskach olimpijskich w 1960 w Rzymie.
Zwyciężył w sztafecie 4 × 100 metrów na igrzyskach azjatyckich w 1962 w Dżakarcie (sztafeta filipińska biegła w składzie: Isaac Gómez, Rogelio Onofre, Remegio Vista i Pellosis). Na igrzyskach olimpijskich w 1964 w Tokio odpadł w przedbiegach tej konkurencji.
Później był znanym trenerem biegów. Zmarł na zawał serca, którego dostał podczas rodzinnego obiadu.